# Phare d'Araçagi
Le phare d'Araçagi (en portugais : Farol de Araçagi) est un phare situé dans la ville de Raposa, dans la Microrégion de l'agglomération urbaine de São Luís (État de Maranhão - Brésil).
Ce phare est la propriété de la Marine brésilienne  et il est géré par le Centro de Sinalização Náutica e Reparos Almirante Moraes Rego (CAMR) au sein de la Didection de l'Hydrographie et de la Navigation (DHN).

## Description
À cause du trafic intense de navires et les dangers de la côte de Maranhão l'installation d'un nouveau phare a été préconisé pour compléter le phare de São Marcos qui fonctionnait depuis 1831 dans un fort construit pour la défense de la ville de São Luís et qui menaçait de s'effondrer. Celui-ci a été remplacé en 1964 après son éboulement.
C'est une tour quadrangulaire de 40 m de haut, avec une lanterne au sommet, montée sur une plateforme au design de bateau. Elle est peinte en damier blanc et noir.
Le phare, mis en service le 16 décembre 1957, est érigé dans la ville de Raposa , à environ 15 km au nord-est de la ville de São Luís. Il émet, à 91 m au-dessus du niveau de la mer, quatre éclats blancs par période de 10 secondes. En 1982, le phare a été électrifié et sa portée maximale est passée d'environ 49 à 63 kilomètres. Il utilise un système optique à lentille de Fresnel  de 6e ordre de l'entreprise française Barbier, Bénard et Turenne. Il est aussi équipé d'un radar Racon émettant la lettre Q en alphabet morse.
Identifiant : ARLHS : BRA005 ; BR0632 - Amirauté : G0084 - NGA : 17688 .

## Caractéristique dufeu maritime
- Fréquence sur 10 secondes : 4 flashs
  - Lumière : 0.3 seconde
  - Obscurité : 1.8 seconde

|          |
| Le phare |

|                     |
| Lentille de Fresnel |

### Lien connexe
- Liste des phares du Brésil